# Tuchoměřice (zámek)
Tuchoměřice jsou původně renesanční zámek, postavený před rokem 1615 na místě tvrze z 15. století, na mírném návrší nad Tuchoměřicemi. V letech 1667–1669 byl zámek za účasti italského stavitele a architekta Giovanniho Domenica Orsiho přestavěn v raně barokním slohu na jezuitskou rezidenci. Je chráněn jako kulturní památka.

## Historie
Historie zámku je spjata především se čřtyřmi českými šlechtickými rody, kterými byli Valdštejnové, Zajícové z Hazmburka, Služští z Chlumu a Vartenberkové. Zdejší tvrz je poprvé zmiňována v pramenech v roce 1436. Po skončení husitských válek je v Tuchoměřicích připomínán Zbyněk z Hazmburka, který tvrz a statek odkázal Hynkovi Pihelskému z Hazmburka. V roce 1520 sídlo koupil Jan Služský z Chlumu, který byl velkým příznivcem Jednoty bratrské. Služští z Chlumu drželi Tuchoměřice až do roku 1615. Za jejich panování byla tvrz přebudována na renesanční zámek. Poslední držitel z rodu Služských z Chlumu, Jan Benjamin Služský, prodal panství v roce 1615 Otovi Jindřichovi z Vartenberka. Ten zámek roku 1624 přenechal Jezuitské koleji u svatého Klimenta na Starém Městě pražském.
V období třicetileté války zámek i kostel chátral a zpustl a po zřícení stěn jej jezuité v letech 1667–1669 přebudovali na svoji rezidenci spolu s výstavbou nového kostela svatého Víta. Návrhem kostela i přestavbou zámku ve stylu raného baroka byl pověřen architekt Orsi. Po zrušení řádu císařem Josefem II. v roce 1773 získává zámek novoměstský konvikt (společný domov s duchovním programem) a později Studijní nadační fond. V roce 1898 byla budova kláštera pronajata ústavu pro rekonvalescenty, jehož správou byla pověřena Kongregace Milosrdných sester sv. Karla Boromejského. V roce 1953 ústav připadl pražské nemocnici Motol, která zde provozovala léčebnu pro dlouhodobě nemocné do osmdesátých let 20. století.
Jezuité zamýšleli zřídit v Tuchoměřicích rezidenci pro čtyři členy řádu. Rezidence byly podle jezuitské nomenklatury nižší řádové domy, podřízené mateřské koleji. V jejich čele stál pater superior a často při nich vznikaly i malé školy, kde se kromě katechismu vyučovaly i základy čtení, psaní a počítání. Po podepsání kupní smlouvy byli do Tuchoměřic posláni dva jezuité a o rok později se mělo započít s výstavbou rezidence. Výstavba se opozdila i v důsledku příprav na třicetiletou válku, během které tuchoměřická rezidence zchátrala tak, že v polovině 17. století se její zdi i klenutí bortily a zcela zničen byl i přilehlý kostel svatého Víta a Linharta. Jezuité se rozhodli celý zámek přestavět spolu s výstavbou nového kostela a tuto práci zadali italskému staviteli Giovannimu Domenicu Orsimu.
Podle jeho návrhu byla v roce 1669 dokončena oprava a raně barokní přestavba zámku spolu s výstavbou nového kostela svatého Víta. Po stavební stránce byl celý areál dokončen v letech 1673–1675. V této fázi šlo spíše o užitkovou stavbu oživenou rustikovým vstupním portálem s kartuší. Vnitřní úpravy pokračovaly i v následující době, kdy bylo v roce 1680 zřízeno v rezidenci osm nových pokojů a schodiště. K tomu došlo v souvislosti s morovou epidemií v Praze, kdy stavba poskytla načas útočiště 75 studentům z pražské koleje.
V tuchoměřické rezidenci bydleli od poloviny 17. století nejprve dva členové jezuitského řádu, kněz, který vedl duchovní správu a bratr-laik pověřený dozorem nad správou velkostatku. Později zde působili tři kněží, jeden měl dozor nad správou velkostatku, druhý, katecheta kromě křesťanského vyučování kázal o svátcích a třetí byl nedělním kazatelem. K nim zde byl ještě k obsluze bratr-laik. Tuchoměřická rezidence sloužila mimo to i jako místo k odpočinku a zotavení pražských řádových představených. Jezuité zde pobývali až do zrušení jejich řádu v roce 1773. V té době bydleli v Tuchoměřicích tři kněží Tovaryšstva Ježíšova: Ignác Vydra, Jan Nývelt a Josef Vávra. Na žádost osadníků byla ale duchovní správa v Tuchoměřicích ponechána a svěřena jednomu z kněží zrušeného řádu Tovaryšstva Ježíšova a to Josefu Vávrovi. Ten vedl duchovní správu v Tuchoměřicích až do své smrti v roce 1797. Tuchoměřická rezidence připadla v roce 1773 novoměstskému konviktu a později Studijnímu nadačnímu fondu. Roku 1898 zde byl zřízen ústav pro rekonvalescenty pod správou Kongregace Milosrdných sester svatého Karla Boromejského a v roce 1953 klášter připadl pražské nemocnici Motol, která zde provozovala léčebnu pro dlouhodobě nemocné do osmdesátých let 20. století.
Zámek je pro veřejnost nepřístupný. Od roku 1998 využívá bývalý jezuitský klášter Komunita Chemin Neuf jako řeholní dům.

## Popis
Raně barokní, obdélná, patrová, čtyřkřídlí budova jezuitské rezidence s vnitřním dvorem, dokončená v roce 1669, téměř zachovala původní půdorys renesančního zámku ze 16. století.
Na severní straně přiléhá ke stavbě jednolodní barokní kostel svatého Víta. V 18. století bylo k zámku připojeno dnešní patrové vstupní křídlo členěné svislými plochými zdobnými pásy s obdélnými okny a průjezdem sklenutým plackami. Na nádvoří poblíž rezidence se dochoval původní barokní špýchar z roku 1711 a hospodářská budova. Před budovou stojí nověji upravovaný kamenný kříž z roku 1770.
V první dekádě 18. století byla rezidence rozšířena o dnešní patrové vstupní křídlo členěné jednoduchou rustikou s lizénami. V první okenní ose je umístěn průjezd klenutý dvěma poli plackové klenby. Při pozdějších vrcholně barokních úpravách byly pravděpodobně v přízemí zřízeny plackové klenby s vykrajovanými zrcadly a dnešní podobu získaly i arkády nádvoří. V přízemí jsou arkády zaklenuté plnými oblouky a zdi členěné jednoduchou rustikou. V patře se střídají plochy se zdvojenými pilastry s plochami členěnými rustikou a jedním jónským pilastrem. Arkády jsou v patře ukončeny obdélnými otvory. Arkádové oblouky původně otevřené v rozích zjemňovaly strohost pravoúhlé budovy.

## Galerie

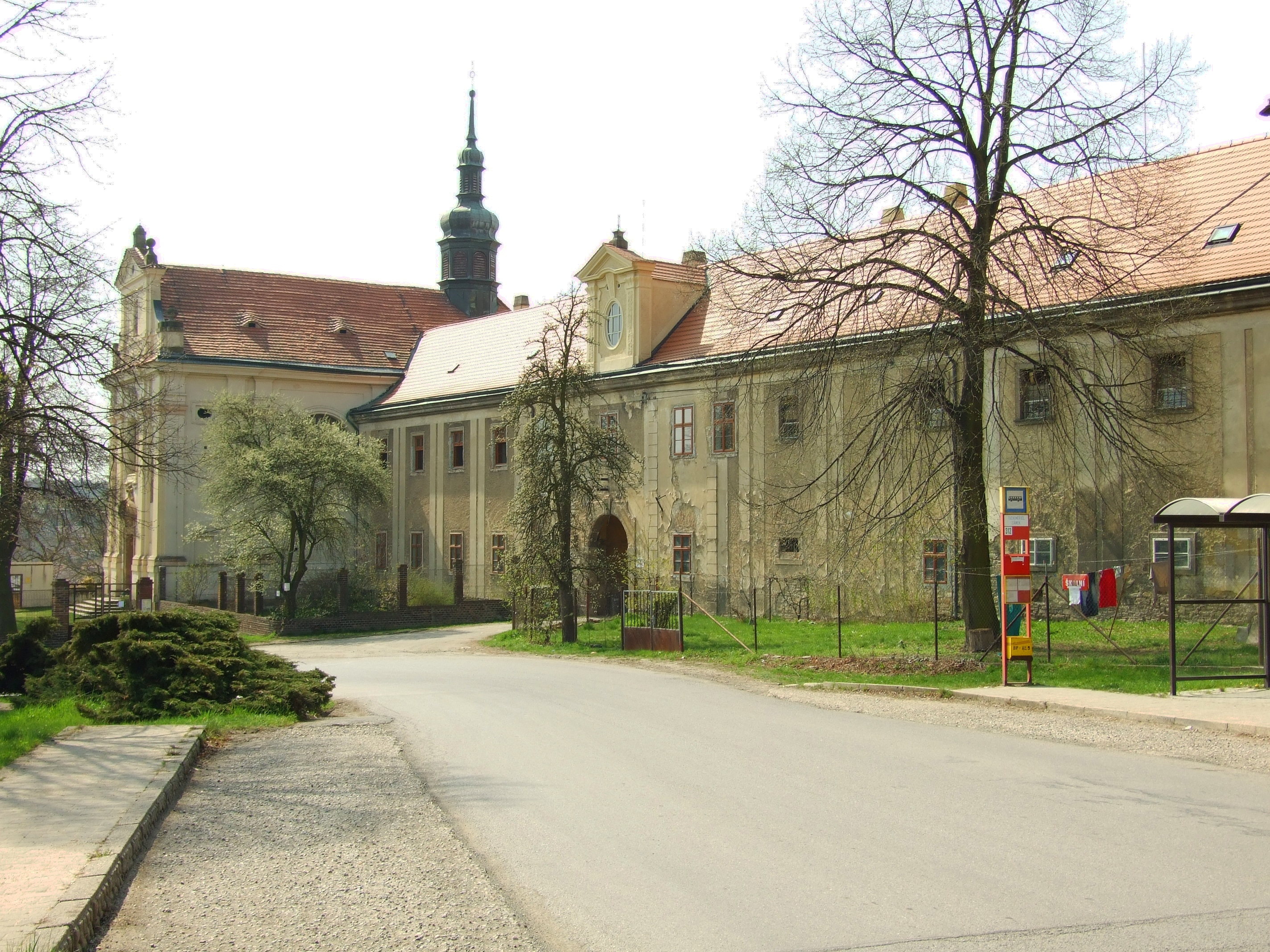
Vstupní křídlo s kostelem svatého Víta
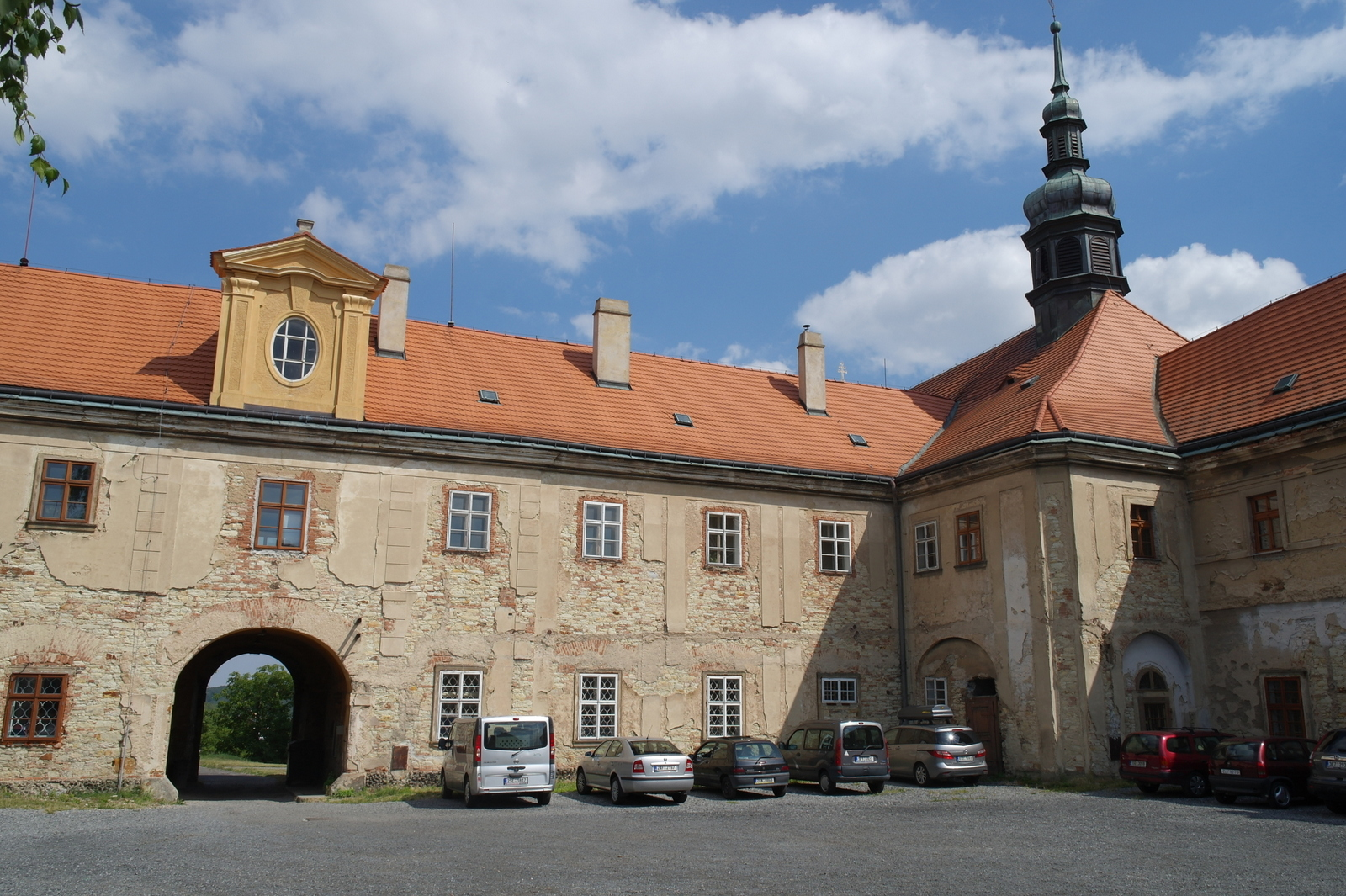
Nádvoří
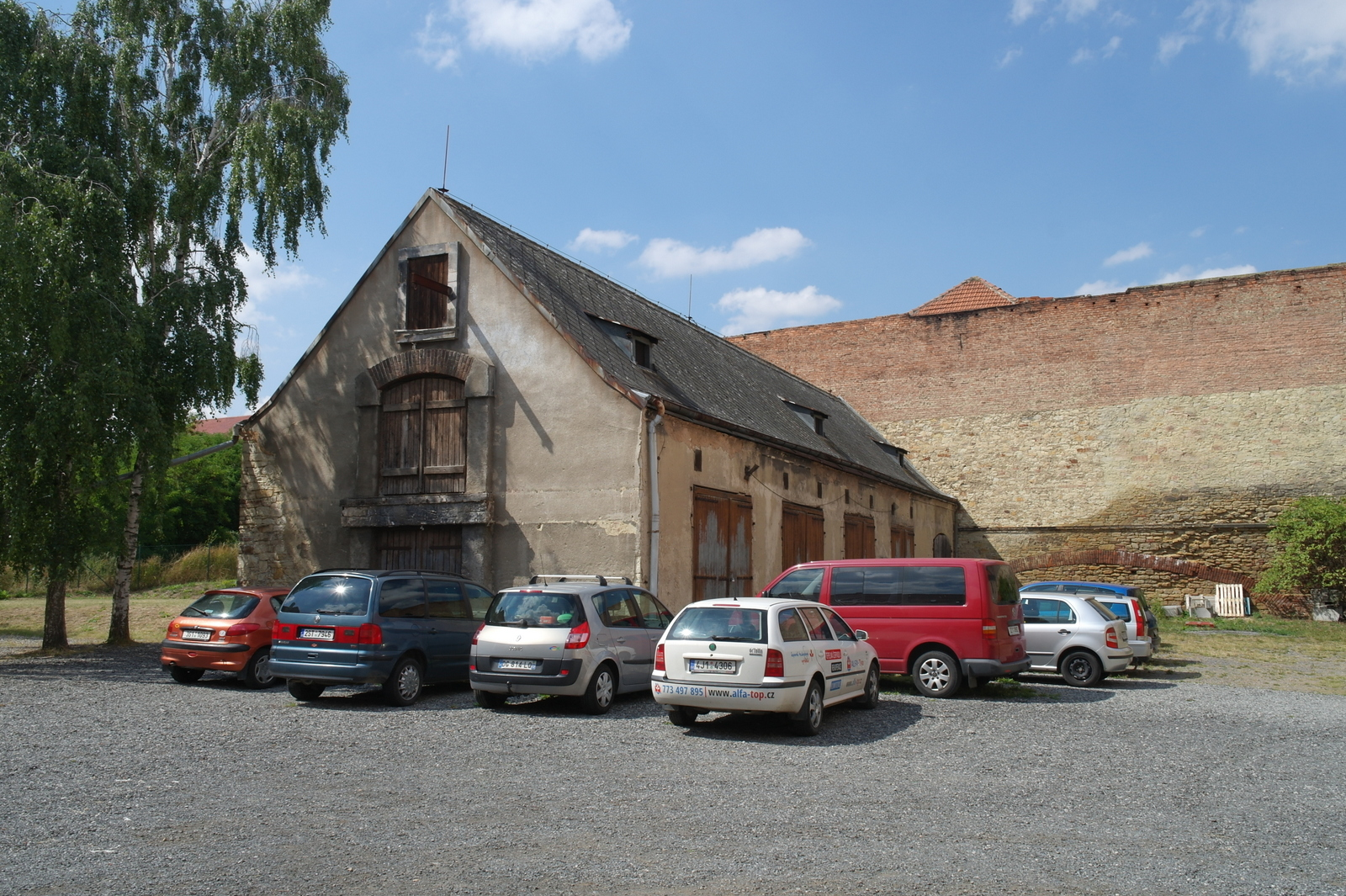
Hospodářská budova na nádvoří
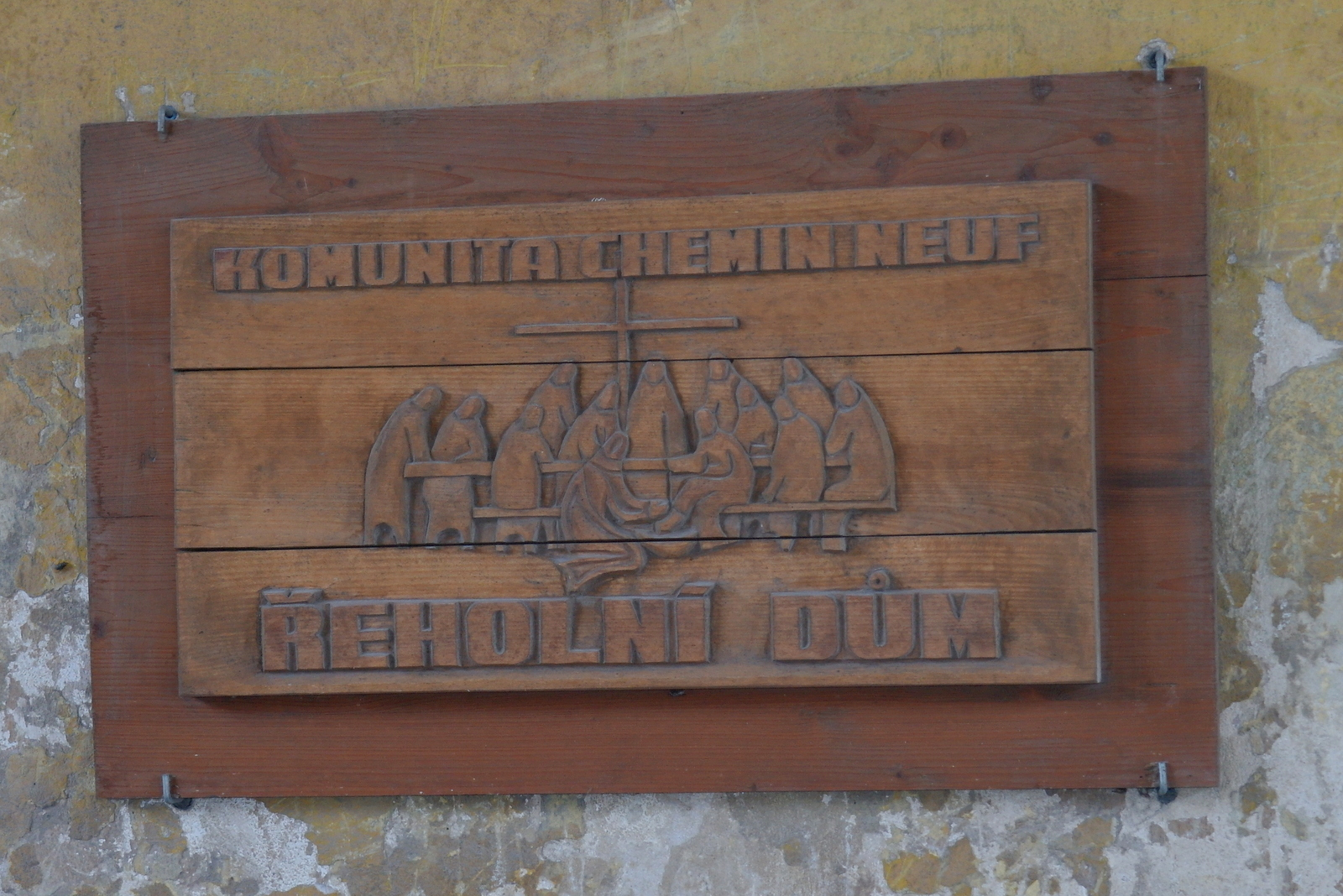
Vývěska komunity Chemin Neuf
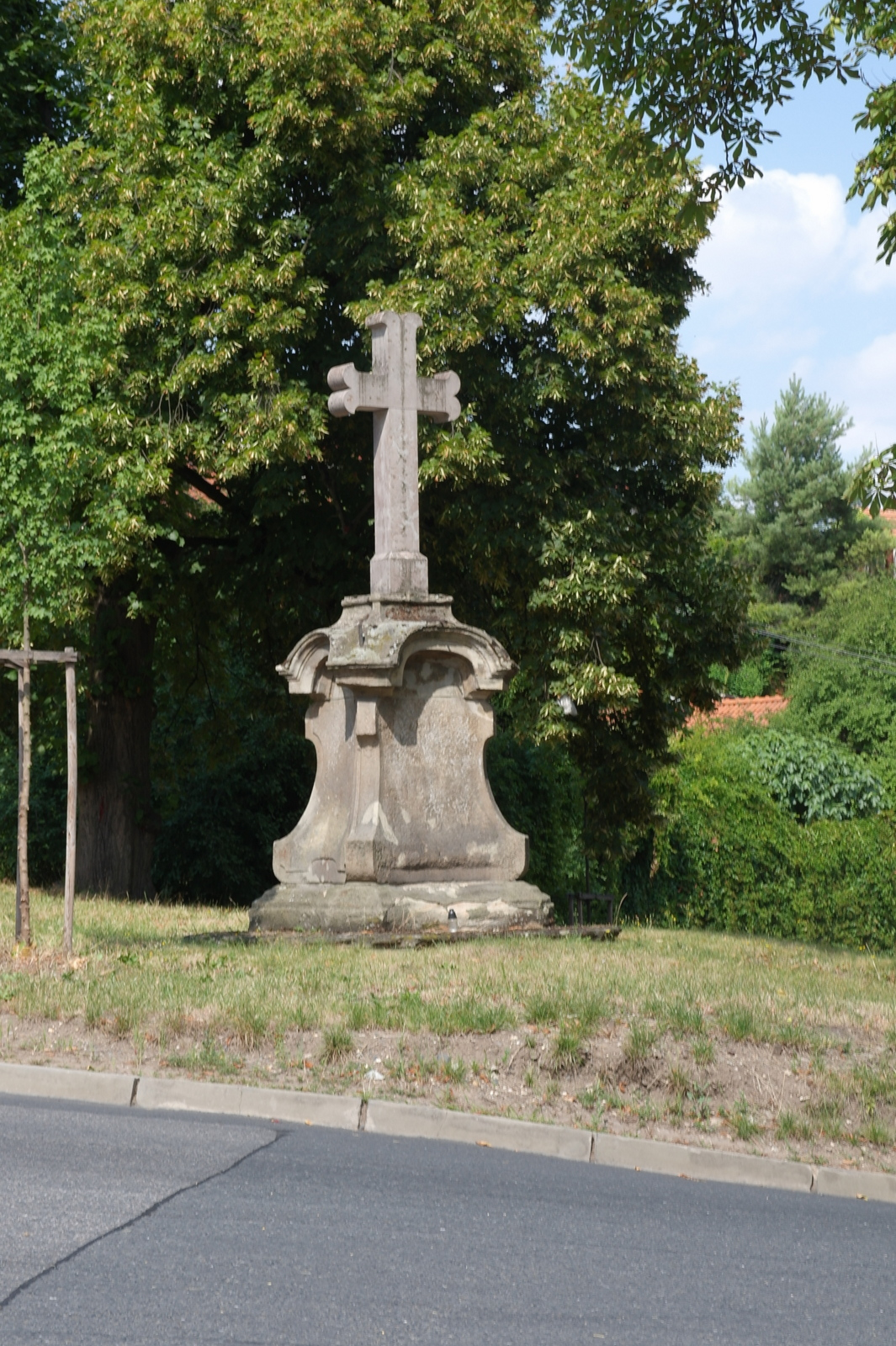
Kamenný kříž před zámkem